# Cegielnia (Gdańsk)
Cegielnia (lub Nynkowska Cegielnia, niem. Nenkauer Ziegelei) – część Gdańska w granicach administracyjnych osiedla Jasień. Nazwa zatracona.